# Rivilla de Barajas
Rivilla de Barajas település Spanyolországban, Ávila tartományban.  Lakosainak száma 56 fő (2024).

## Népesség
A település népessége az utóbbi években az alábbiak szerint változott:
| Lakosok száma | 76   | 92   | 83   | 72   | 76   | 69   | 58   | 62   | 67   | 56   |
|               | 2001 | 2004 | 2006 | 2009 | 2011 | 2014 | 2016 | 2019 | 2021 | 2024 |